# Kosso-You
Pour les articles homonymes, voir Kosso.
Ne doit pas être confondu avec Kosso-Tier.
Kosso-You est une localité située dans le département de Boussoukoula de la province du Noumbiel dans la région Sud-Ouest au Burkina Faso.

## Santé et éducation
Le centre de soins le plus proche de Kosso-You est le centre de santé et de promotion sociale (CSPS) de Kosso-Tier tandis que le centre médical avec antenne chirurgicale (CMA) de la province se trouve à Batié.